# Azordomherre
Azordomherre (Pyrrhula murina) är en tätting i familjen finkar endemisk för en enda ö i ögruppen Azorerna. IUCN kategoriserar den som sårbar.

## Utseende
Azordomherren är en knubbig, rätt stor (17 centimeter) och långstjärtad fink som är mycket lik den vida spridda domherren (Pyrrhula pyrrhula) med sitt svart ansikte, hätta och vingar samt den ljusa övergumpen. Undersidan är dock rosabrun istället för röd, ryggen brun istället för grå och övergumpen beige och inte vit.

## Ekologi
Arten förekommer i ursprunglig lagerskog i branta dalgångar och mellan maj och november också i skogskanter och i skogsdungar med införda trädarter som Clethra, Cryptomeria japonica och australisk buxbom (Pittosporum undulatum). Den ses generellt över 400 meters höjd, men ner till 300 meters höjd i skogar utmed bäckar och åar.
Fågeln lever av vegetabilier som frön, knoppar, bär och frukt från ett antal olika inhemska växter. På våren är azorisk järnex (Ilex parado) en viktig födokälla i brist på annat. Den födosöker i par eller små familjegrupperingar i träd, buskar och på marken. Vår och höst är den mycket beroende av inhemska växtarter, men kan utan problem inta annat under annan tid på året.
Det finns inte mycket information om artens häckningsbeteende. Den häckar från maj till slutet av augusti och lägger två kullar med två till tre ägg. Boet är en skål gjord av torrt gräs, kvistar, växtfibrer och mossa som placeras upp till fem meter över marken i ett barrträd.

## Utbredning och systematik
Arten förekommer enbart på ön São Miguel i Azorerna, och där endast på östra sidan av ön. Tidigare behandlades den som underart till domherre, men idag urskiljs den allmänt som egen art.

## Status och hot
Arten var lokalt mycket vanlig på 1800-talet och betraktades då som ett skadedjur i öns fruktodlingar. Efter 1920 blev den sällsynt på grund av skogsavverkning och jakt. Tidigare trodde man att den enbart förekom i ett mycket litet område med sex kvadratkilometer ursprunglig skog på sluttningarna nära Pico da Vara. En grundligare undersökning 2008 visade dock att arten förekommer i ett större område. Fram till och med 2005 kategoriserade internationella naturvårdsunionen IUCN arten som starkt hotad, därefter fram till 2009 som akut hotad och fram till 2016 återigen som starkt hotad. Från 2016 nedgraderades den till kategorin sårbar efter uppskattningar som visar att populationen är stabil. Beståndet uppskattas till mellan 500 och 1700 vuxna individer.